# Cilma
A Cilma (oroszul: Цильма) folyó Oroszország európai részén, Komiföldön; a Pecsora bal oldali mellékfolyója.

## Földrajz
Hossza: 374 km, vízgyűjtő területe: 21 500 km², évi közepes vízhozama (a torkolattól 54 km-re): 228 m³/sec.
A Tyiman-hátságon ered, forrása az Arhangelszki terület határvidékén található. Onnan teljes hosszában Komiföld északnyugati, gyéren lakott részén folyik előbb észak felé, majd egy éles kanyarulat után délkelet, kelet felé. Uszty-Cilma településsel szemben, nyugat felől ömlik a Pecsorába, 415 km-re annak torkolatától.
Főként olvadékvizek táplálják. Októberben, november első felében befagy, a jégzajlás április végén, májusban kezdődik. Alsó folyásán hajózható.
Felső szakaszának völgyét a Mutnaja mellékfolyó torkolata és Komiföld határvonala közötti szakaszon 1984-ben természetvédelmi területté nyilvánították (zakaznyik „Verhnyecilemszkij”).

### Jelentősebb mellékfolyói
- jobbról:  a Mila (186 km)
- balról: a Koszma (251 km) és a Tobis (393 km).

## Történelem
A 15. század végén a Cilma völgyében rézércet lelőhelyeket fedeztek fel, és rézolvasztók működtek. Ezek nyomai egyes helyeken századokon át fennmaradtak.